# CIF-Preis
Der CIF-Preis ist im Außenhandel der auf den Incoterms beruhende Preis für den Import einer Ware, der sämtliche Kosten (englisch Cost), Versicherungen (englisch Insurance) und Fracht (englisch Freight) einschließt.

## Allgemeines
Beim Export und Import fallen viele Kosten wie insbesondere Transportkosten, Lagerkosten für eine etwaige Zwischenlagerung, Versicherungsprämien (etwa Transportversicherung) oder Zölle an. Durch vereinbarte Handelsklauseln werden die Handelspartner über die vorgesehene Kostenverteilung informiert. Kostenverteilung bedeutet, dass handelsüblich die Kosten nicht der Exporteur oder Importeur alleine trägt, sondern sich beide diese Kosten aufteilen. Im internationalen Gebrauch wird deshalb insbesondere zwischen dem FOB-Preis (englisch free on board) des Exporteurs und dem CIF-Preis des Importeurs (englisch cost, insurance, freight, aber ohne Zoll) unterschieden.

## Berechnung
Der Ablauf eines Imports verläuft – orientiert an den Incoterms – wie folgt:
```
    
Exporteur
 → 
Spediteur
 → 
Verlader
 → 
Reederei
  →  Entlader → Spediteur → 
Importeur

    
EXW
       → 
FAS
       → 
FOB
      → 
CFR/CIF
   →  
EX SHIP
  → 
EX QUAI
   → 
CIP
```

Danach ist der Exporteur vertragsgemäß verpflichtet, die Ware abzuladen und auf seine Kosten dem Importeur die Warenbegleitpapiere (einschließlich Versicherungsschein) zu beschaffen und zu übergeben. Stets hat der Exporteur auch die Kosten bis zum An-Bord-Bringen der Waren im Verladehafen, die Versicherungsprämie der Transportversicherung und die Frachtkosten bis zum Bestimmungshafen zu tragen. Der Importeur übernimmt sämtliche Bezugskosten, die ab dem Bestimmungshafen (beginnend mit den Entladegebühren) anfallen. Wird die Transportkette betrachtet, zahlt der Exporteur sämtliche Kosten des Vor- und Hauptlaufs, der Importeur diejenigen des Nachlaufs. 

## Wirtschaftliche Aspekte
Durch ein CIF-Geschäft kann der Exporteur Einfluss auf Transport und Versicherung der Ware nehmen und Geschäfte für Reedereien und Versicherungswesen verschaffen. Dem Importeur wird Arbeit und ein Teil des Risikos abgenommen. Als wesentliche Finanzrisiken verbleiben beim Importeur Erfüllungsrisiko und Kundenkredit (wenn der Exporteur nicht liefern kann oder will und der Importeur bereits gezahlt hat), Wechselkursrisiko (wenn die Kontraktwährung nicht mit der Währung des Importeurs übereinstimmt), Länderrisiko, Fabrikationsrisiko und Qualitätsrisiko (wenn die tatsächliche Produktqualität schlechter ist als die vertraglich vereinbarte). Hiergegen kann sich der Importeur ganz oder teilweise absichern, indem er eine Exportkreditversicherung (Erfüllungsrisiko, Fabrikationsrisiko), Sicherungsgeschäfte (Wechselkursrisiko, Länderrisiko) oder Akkreditive/Dokumenteninkasso (Kundenkredit) abschließt.     
Der CIF-Preis ist die Grundlage für die Ermittlung des Zollwertes, eventueller Antidumpingmaßnahmen und der Prüfung, ob die wertmäßige Beschränkung eines Überwachungsdokumentes eingehalten wurde.
In der Handelsbilanz wird das Importvolumen mit dem Wert erfasst, den es an der Staatsgrenze aufweist, das ist der CIF-Preis. Das Exportvolumen wird mit dem Wert erfasst, den es bei Verlassen der Staatsgrenze hat, dem FOB-Preis. Der FOB-Wert exportierter Güter differiert vom CIF-Wert der gleichen Güter um die Versand- und Versicherungskosten von Landesgrenze zu Landesgrenze.